# Mars Cube One
Pour les articles homonymes, voir Marco.
Les Mars Cube One (ou MarCO) sont deux nano-satellites expérimentaux de type CubeSat 6U de la NASA lancés en même temps que la sonde spatiale InSight de l'agence spatiale américaine et se dirigeant comme celle-ci vers la planète Mars. Les deux CubeSats, MarCO-A et MarCO-B, ont servi à titre expérimental de relais de télécommunications entre la Terre et  InSight durant la descente de celui-ci vers la surface de Mars. Il s'agit des premiers satellites de cette taille (environ 13,5 kilogrammes) utilisés dans le cadre d'une mission interplanétaire.

## Le projet
En  2015 la NASA décide de développer deux nanosatellites pour accompagner la sonde spatiale InSight qui doit se poser dans les années suivantes sur la planète Mars. Beaucoup de progrès ont été faits au cours des quinze années qui ont précédé dans la conception des nano-satellites (satellites de quelques kilogrammes) grâce notamment à la mise au point d'un format normalisé, le CubeSat. L'objectif de la mission MarCO est de tester la mise en œuvre de satellites miniaturisés dans le cadre d'une mission interplanétaire en lui confiant de manière expérimentale le rôle de relais de télécommunications à un moment crucial de la mission (la descente d'InSight vers le sol martien avec la transmission des paramètres de fonctionnement). Les satellites permettront un transfert en temps réel des données alors que celles-ci ne seront relayées par les orbiteurs martiens déjà présents que plusieurs heures plus tard. La construction de deux CubeSats identiques a été décidée pour assurer une redondance. Les satellites sont intégrés par l'établissement Jet Propulsion Laboratory de la NASA à partir de composants fournis par différents fournisseurs externes.

## Caractéristiques techniques
MarCO-A et MarCO-B sont deux nano-satellites de format CubeSats 6U de 13,5 kg  ayant la forme d'un parallélépipède de 36,6 × 24,3 × 11,8 cm. Chacun dispose de deux panneaux solaires (30 × 30 cm) et de deux antennes, qui sont déployés en orbite. Les panneaux solaires fournissent 35 watts au niveau de l'orbite terrestre et 17 watts au niveau de l'orbite martienne. Des batteries  lithium-ion sont utilisées durant la phase de retransmission des données de la descente vers Mars. La charge utile expérimentale est constituée par l'émetteur/récepteur "Iris" fonctionnant à la fois en bande UHF (réception uniquement) et  en bande X (émission/réception). Celui-ci est capable de recevoir à proximité de Mars les émissions radio d'InSight (en UHF à faible distance) avec un débit de 8 kilobits par seconde et de les retransmettre en temps réel en bande X vers les stations terrestres avec le même débit malgré la puissance limitée à 5 watts et l'éloignement de la Terre (environ 150 millions de kilomètres). Quatre antennes par satellite dont deux déployables pour les liaisons radio sont utilisées. Une antenne grand gain plate réfléchissante constituée d'un ensemble d'antennes patch est déployée en orbite et est utilisée pour la transmission en bande X vers la Terre du flux de données transmis par InSight durant sa descente vers le sol de Mars. Deux autres antennes utilisées en bande X à faible gain et à moyen gain permettent de recevoir des commandes depuis le contrôle au sol et d'émettre des données à proximité de la Terre en début du mission. L'autre antenne déployable est utilisée pour recevoir les émissions en UHF d'InSight. Les deux antennes déployables font un angle de 90°. Deux petites caméras filmeront le déploiement des deux antennes déployables et transmettront à la Terre des images avec une résolution de 752 x 480 pixels. Ils sont stabilisés 3 axes (son orientation est fixe dans l'espace) à l'aide de roues de réaction,.
MarCO-A et MarCO-B utilisent un système de propulseurs à gaz froid utilisant du gaz comprimé R236FA (gaz utilisé dans les extincteurs) fournissant une impulsion totale de 755 Newton-sec et comprenant 4 propulseurs pour le contrôle d'orientation et  la désaturation des roues de réaction ainsi que 4 propulseurs pour les corrections de trajectoire.

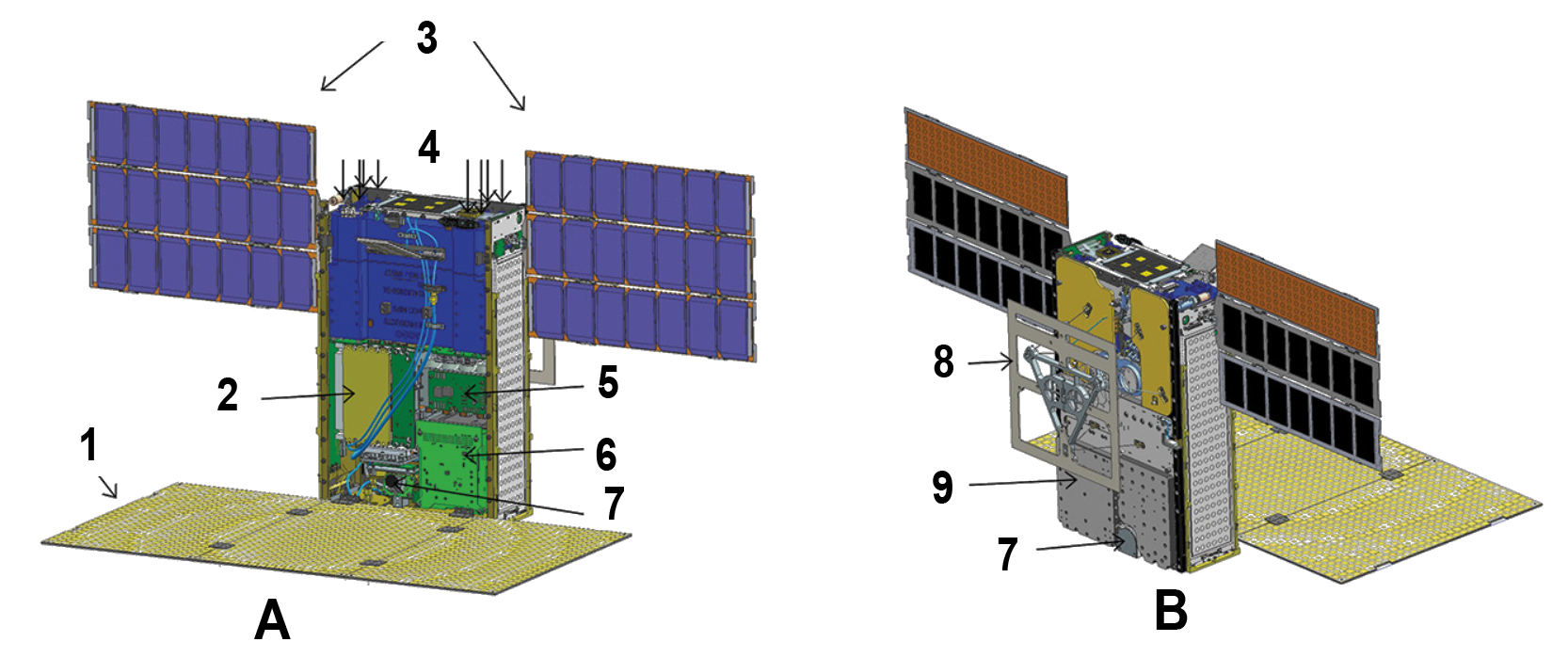
Schéma d'un satellite MarCO. A : Face avant - B : Face arrière - 1 : Antenne grand gain - 2 : Répéteur bande X - 3 : Panneaux solaires - 4 : Propulseurs à gaz froid - 5 : Batteries - 6 : Système de gestion bord - 7 : Caméra - 8 : Antenne UHF - 9 : Radiateur. Le capot avant a été retiré pour montrer des composants internes. Le satellite est présenté dans sa configuration en orbite avec les panneaux solaires et l'antenne déployés.

## Déroulement de la mission

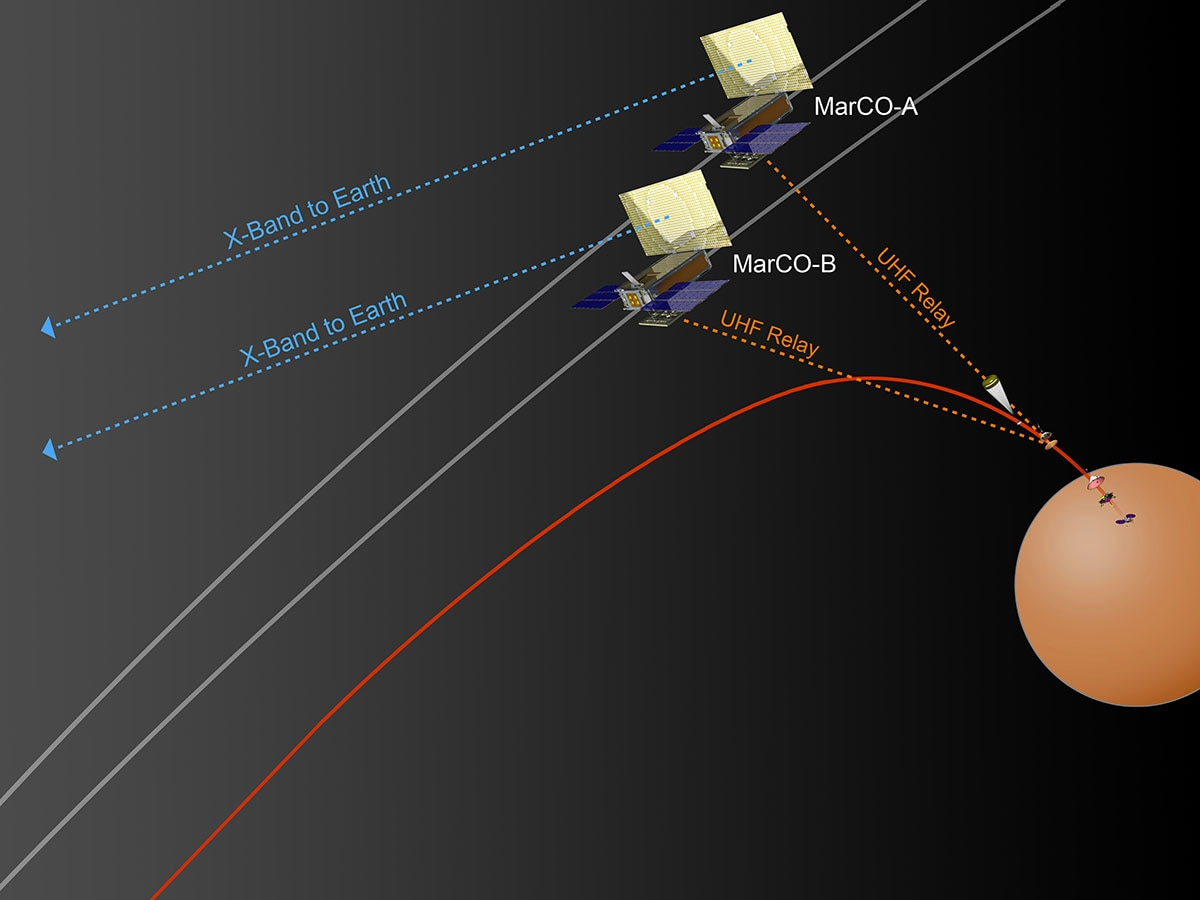
Vue d'artiste montrant les satellites au moment de leur retransmission de la descente d'InSight vers le sol martien.

Les deux satellites MarCO-A et MarCO-B (surnommés respectivement EVE et WALL-E en référence aux personnages du dessin animé WALL-E)  sont lancés avec InSight en mai 2018 depuis la base de lancement de Vandenberg par une fusée Atlas V 401. Les deux nanosatellites sont fixés à la base de l'étage supérieur Centaur (côté moteur et donc à l'opposé de la coiffe recouvrant InSight). Après extinction de l'étage et une fois la sonde spatiale InSight libérée, l'étage Centaur effectue une rotation de 180° et libère le premier MarCO puis après une deuxième rotation libère le deuxième nano-satellite. Les deux CubeSats débutent alors leur transit  vers Mars de manière autonome. Des corrections de trajectoire sont effectuées au début de cette phase de la mission à l'aide du système de propulsion pour garantir un passage à la distance souhaitée de Mars. Les deux satellites ne disposent pas de capacité de mise en orbite. Arrivés à proximité de Mars le 26 novembre 2018, ils assurent à titre expérimental le rôle de relais entre InSight  et la Terre durant la descente vers le sol martien de la sonde spatiale. Ils transmettent en temps réel vers la Terre les télémesures  envoyées par InSight reflétant son fonctionnement durant cette phase cruciale de sa mission. Le transfert des données est assuré en parallèle par l'orbiteur martien MRO mais avec un différé de quelques heures découlant de la position non favorable de ce satellite. Durant les quelques minutes de la descente, les CubeSats orientent leurs deux antennes déployables simultanément vers Mars et la Terre pour jouer le rôle de relais. Durant cette phase les batteries prennent le relais des panneaux solaires car ceux ci ne peuvent pas être tournés vers le Soleil. Les nano-satellites leur mission accomplie poursuivent leur orbite autour du Soleil. Après l'atterrissage d'InSight, Wall-E est orienté vers Mars et prend une photographie de la planète rouge à une distance de 1 600 kilomètres. Des photographies des lunes Phobos et Déimos sont également tentées. Les émissions radio des CubeSats sont utilisées pour sonder l'atmosphère de Mars durant la brève période où celle-ci se trouve sur la trajectoire des ondes. Les CubeSats ont parfaitement rempli les objectifs qui leur étaient fixés,. Les communications avec Marco-B et Marco-A sont perdues respectivement le 29 décembre 2018 et le 4 janvier 2019.

## Galerie

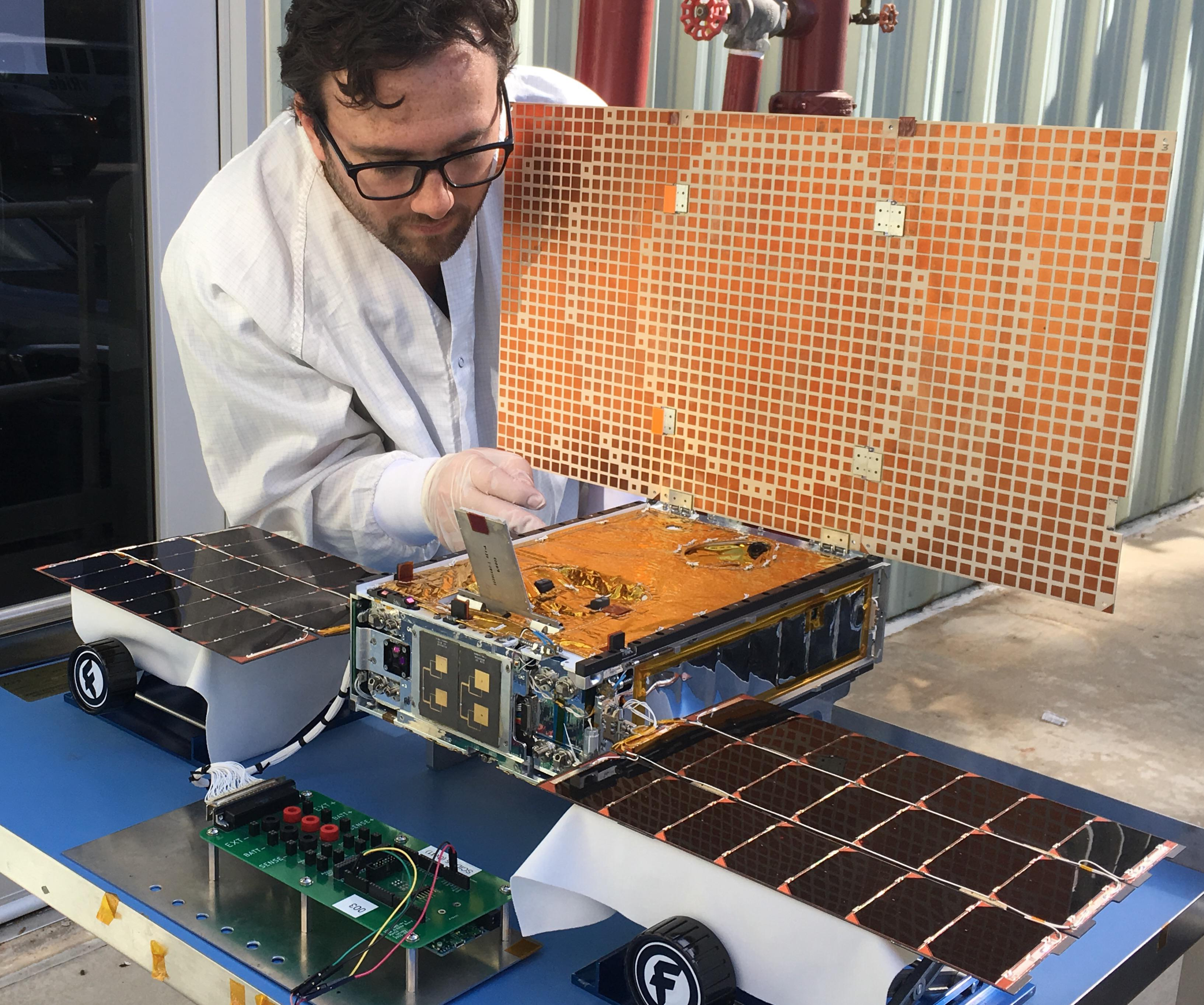
Un satellite MarCO en cours de test avec son antenne (verticale) et ses panneaux solaires (horizontaux) déployés.
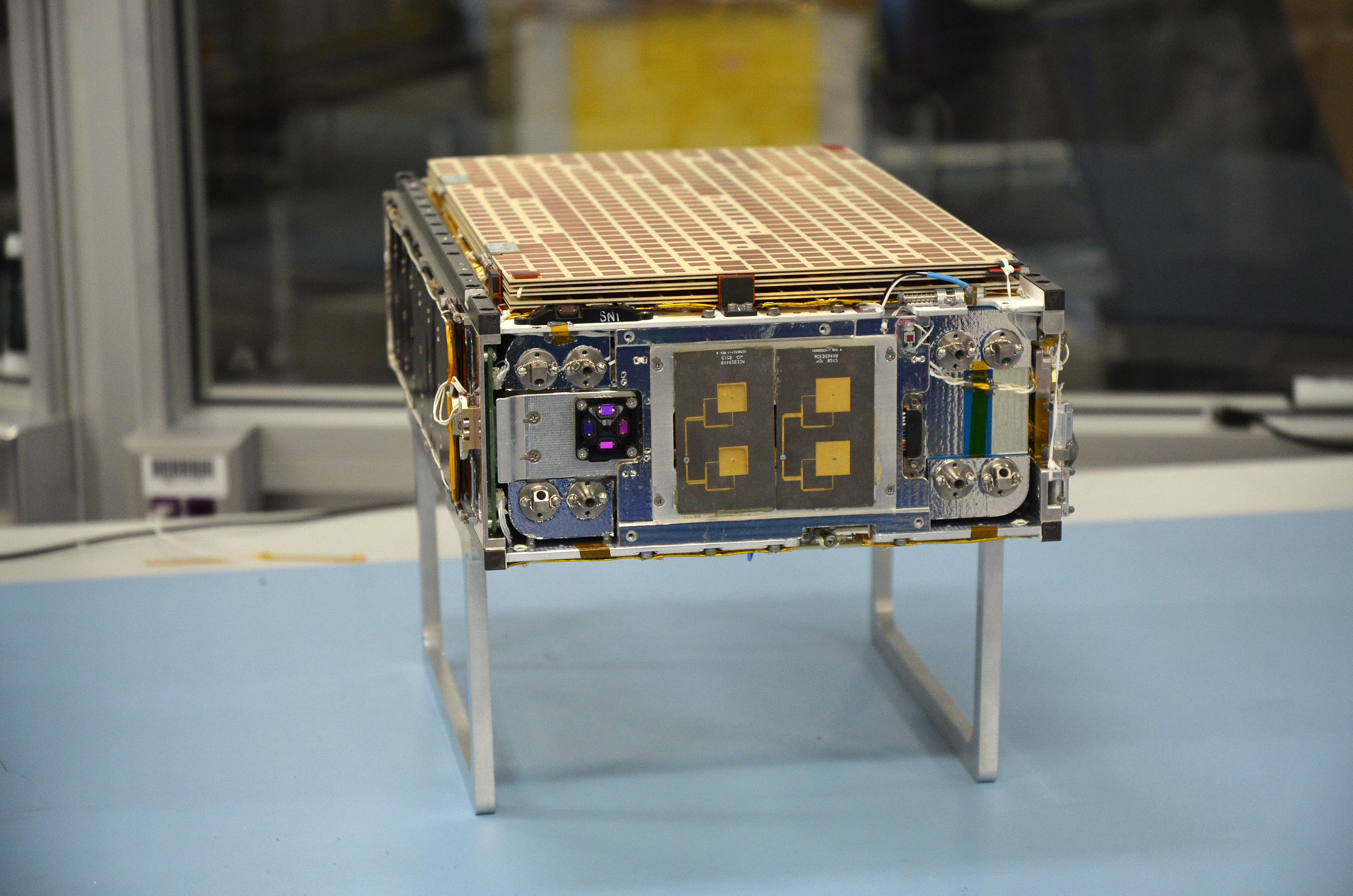
Modèle de vol avec son antenne et ses panneaux solaires repliés.
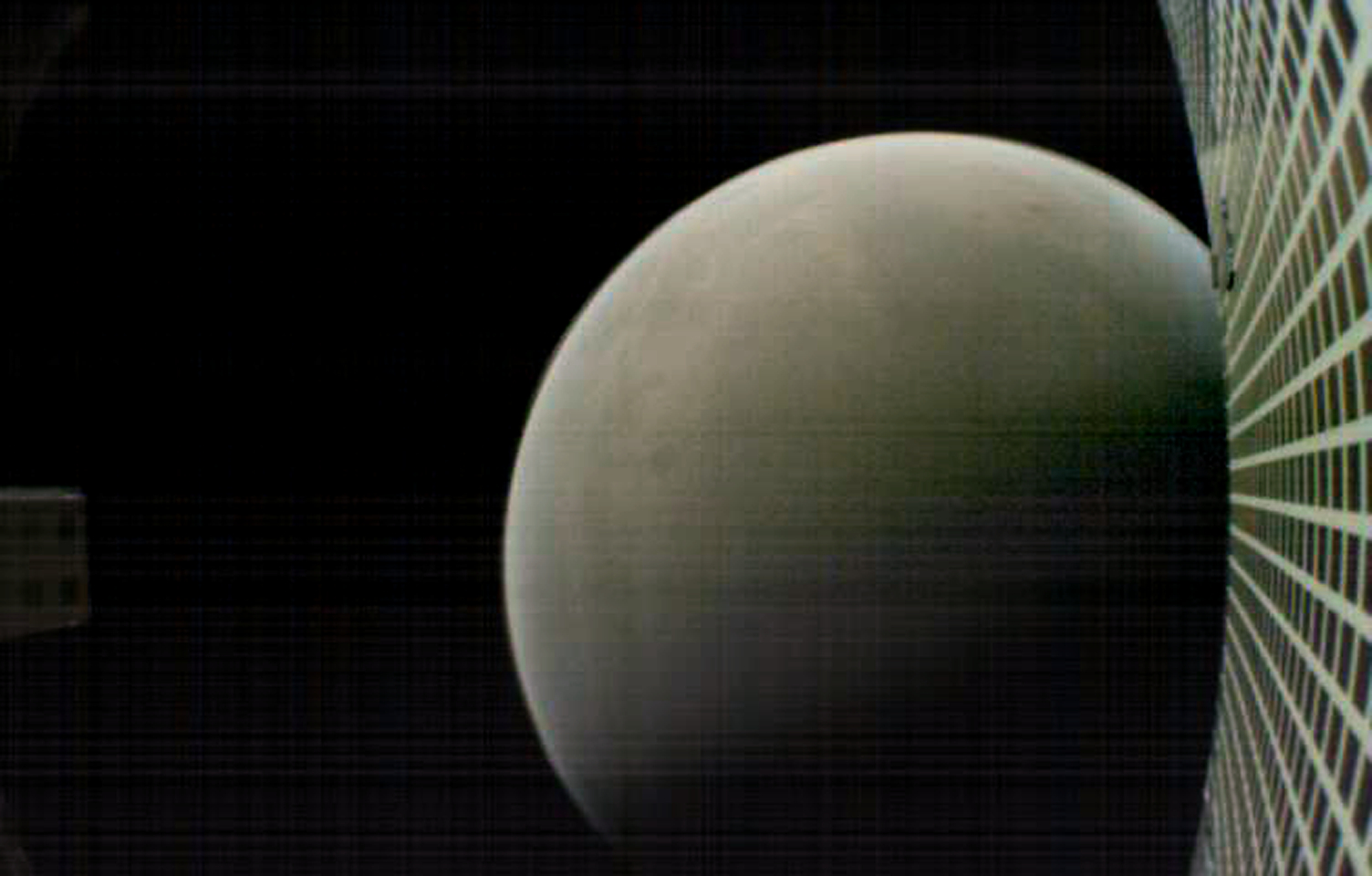
Photographie de la planète Mars prise par MarCO-B après avoir accompli sa mission.

### Documents de référence
- (en) NASA, Mars InSight Launch Press  Kit, NASA, 2018, 67 p. (lire en ligne)Dossier de présentation à la presse de la mission InSight